# Laurine van Riessenová
Laurine van Riessenová (* 10. srpna 1987 Leiden, Jižní Holandsko) je nizozemská cyklistka a bývalá rychlobruslařka.
Nizozemsko reprezentovala v rychlobruslení od sezóny 2006/2007, ve které skončila na mistrovství světa juniorů na druhém místě a v nizozemském týmu vyhrála soutěž družstev. V následující sezóně se příliš neprosadila, v sezóně 2008/2009 se v celkovém hodnocení Světového poháru na trati 1000 m umístila na třetím místě. Zúčastnila se Zimních olympijských her 2010 ve Vancouveru, v závodech na 500 m a 1500 m skončila ve druhé desítce, na kilometrové trati ale získala bronzovou medaili. Zúčastnila se Zimních olympijských her 2014, kde se v závodě na 500 m umístila na 11. místě. Naposledy závodila v březnu 2015.
Roku 2015 se přeorientovala na dráhovou cyklistiku a ještě téhož roku získala na Mistrovství Evropy s nizozemským týmem bronzovou medaili v týmovém sprintu. Na Letních olympijských hrách 2016 skončila v individuálním sprintu na 15. místě.